# 香取型練習巡洋艦
香取型練習巡洋艦（かとりがたれんしゅうじゅんようかん）は、日本海軍の練習巡洋艦。

## 概要

### 建造までの経緯
大正5年度（1916年）以降の日本海軍では士官候補生の遠洋航海に、日露戦争で活躍した装甲巡洋艦を使用していた。しかし艦の老朽化や転用などで1935年（昭和10年）以後に使える艦は磐手・八雲の2隻に減り、搭載装備も旧式化していた。また海兵卒業者の増加という事態に対応するために、昭和13年度計画（1938年）から練習艦任務に特化した巡洋艦を備する計画を立てた。当初③計画で3隻が計上されたが2隻（「香取」「鹿島」）のみの予算が承認され、後に昭和14年度計画(④計画)において1隻（「香椎」）が、昭和16年度からの建造で1隻（予定艦名「橿原」）が追加された結果、計4隻の建造予算が承認された。これが香取型練習巡洋艦である。
4隻はいずれも秩父丸や氷川丸を建造した三菱重工業横浜船渠（現横浜製作所）に発注された。また4隻の艦名は頭文字に『Ｋ』を持つ神社（香取神宮、鹿島神宮、香椎宮、橿原神宮）に由来している。
要求性能として乗員の他に少尉候補生が375名が居住できる（兵科約200名、機関科約100名、主計科約50名、軍医科約25名）。航海に不慣れな候補生のために速力よりも外洋での航海性能を重視して安定した船体形状を採用していた。また、候補生の実習のために艦橋や居住区は大きめに設計され、武装面においても敢えて最新型ではなく艦隊で広く使用されている兵器を多種多様に搭載された。最新兵器を搭載しなかったのは、予算上の問題、あるいは機密上の問題とされる。機関においても日本の軍艦には珍しい蒸気タービンとディーゼル機関を組み合わせた推進形式となったが、これは訓練生に様々な機関形式を学ばせるためだったという。
また、練習航海時に海外からの目があるため、外観も軽巡洋艦ながら大型の艦橋を建てるなど威容のある設計が採られた。艦内の内装についても外国航海の際に賓客をもてなすために司令官室などを立派な内装にしていた。限られた予算の中でこのような内装を施すのは苦労したと伝えられる。
船体サイズは設計時から基準排水量5,800トンに抑え、船体構造も安価となる商船構造に近い。その結果、香取型3隻の予算ベースでの合計額は、阿賀野型軽巡洋艦1隻分に当たる2,040万円までに抑えられている。

### 類別・艦級
日本海軍では1931年（昭和6年）に軍艦の類別として練習巡洋艦が制定された。これはロンドン軍縮条約による球磨型の転用を予定していたためであるが、実現に至らなかった。そのため練習巡洋艦に登録されたのは、1940年(昭和15年)の香取・鹿島・香椎の3隻が最初になる。また1年後には太平洋戦争開戦となったために、練習巡洋艦は結局この3隻のみになった。なお3隻の類別は練習巡洋艦になっており、アメリカ軍も練習巡洋艦 (TRAINING CRUISERS) と識別しているが、速力は18ノットしかない。事実上は練習艦と言うべき艦になる。
また艦艇類別等級表の「艦(艇)型」（艦級に相当）の該当欄は空白であり、公文書では香取型は存在しない。通常は橿原を含めた4隻が香取型と呼ばれている。

### 実際の運用
3隻のうち実際に練習艦隊を組んだのは香取と鹿島の2隻のみで海軍兵学校・海軍機関学校・海軍経理学校（・海軍軍医学校）の士官候補生を乗せた昭和15年度練習航海の1回のみとなった。当初はインド洋方面の遠洋航海を予定していたが、浅間丸臨検事件などが発生し予定を変更。前期は日本近海（日本、大湊、鎮海、旅順、大連、上海）、後期は10月1日から12月1日にかけて東南アジアから南洋方面（マニラ、バンコク、バタビア、ダバオ、パラオ、トラック）という計画になった。練習艦隊（司令官清水光美中将）は6月1日に編成された。
8月7日に日本を出発。これさえも国際情勢の悪化から出師準備計画により前期航海で終了する。これは8月17日の海軍首脳部会議で吉田善吾海軍大臣が（練習艦隊を解隊するならば）「成ルベク速ニ取消セ」の指示を出した為という。上海港に寄港した際には、候補生たちが第二次上海事変の戦跡を見学する様子がニュースになり、鹿島も映像として記録されている。内地に帰投後の9月20日、練習艦隊は解隊された。
同年11月15日、鹿島は第四艦隊（昭和14年11月15日編成、当時の旗艦は水上機母艦千歳）に、香取は新編成の第六艦隊に編入され、それぞれの旗艦となった（鹿島は第十八戦隊旗艦兼務、香取は第一潜水戦隊旗艦兼務）。
翌1941年（昭和16年）12月、2隻は各艦隊の独立旗艦となった。
香取・鹿島に約1年遅れて竣工した3番艦香椎（昭和16年7月15日竣工）は練習艦隊を組む機会なく、同年7月31日に編編された南遣艦隊旗艦となり、東南アジア方面に進出した。4番艦(予定艦名「橿原」)は開戦決定により不急艦として建造中止となり、
実際に竣工したのは3隻であった。
本型は有事に際して艦隊旗艦や母艦、または敷設艦の使用を考慮していたと言われる。
このため各艦とも艦隊旗艦として太平洋戦争開戦を迎え、作戦指揮全般に当たっていた。
香取は1944年（昭和19年）2月17日のトラック島空襲で撃沈された。鹿島と香椎は対潜掃討艦に改装され、対潜部隊の旗艦として使用された。香椎は1945年（昭和20年）1月12日にヒ86船団を護衛中、第3艦隊（空母機動部隊）の攻撃で沈没した。鹿島のみが大戦を生き延び、復員輸送艦として利用されたあと、解体された。

## 艦型

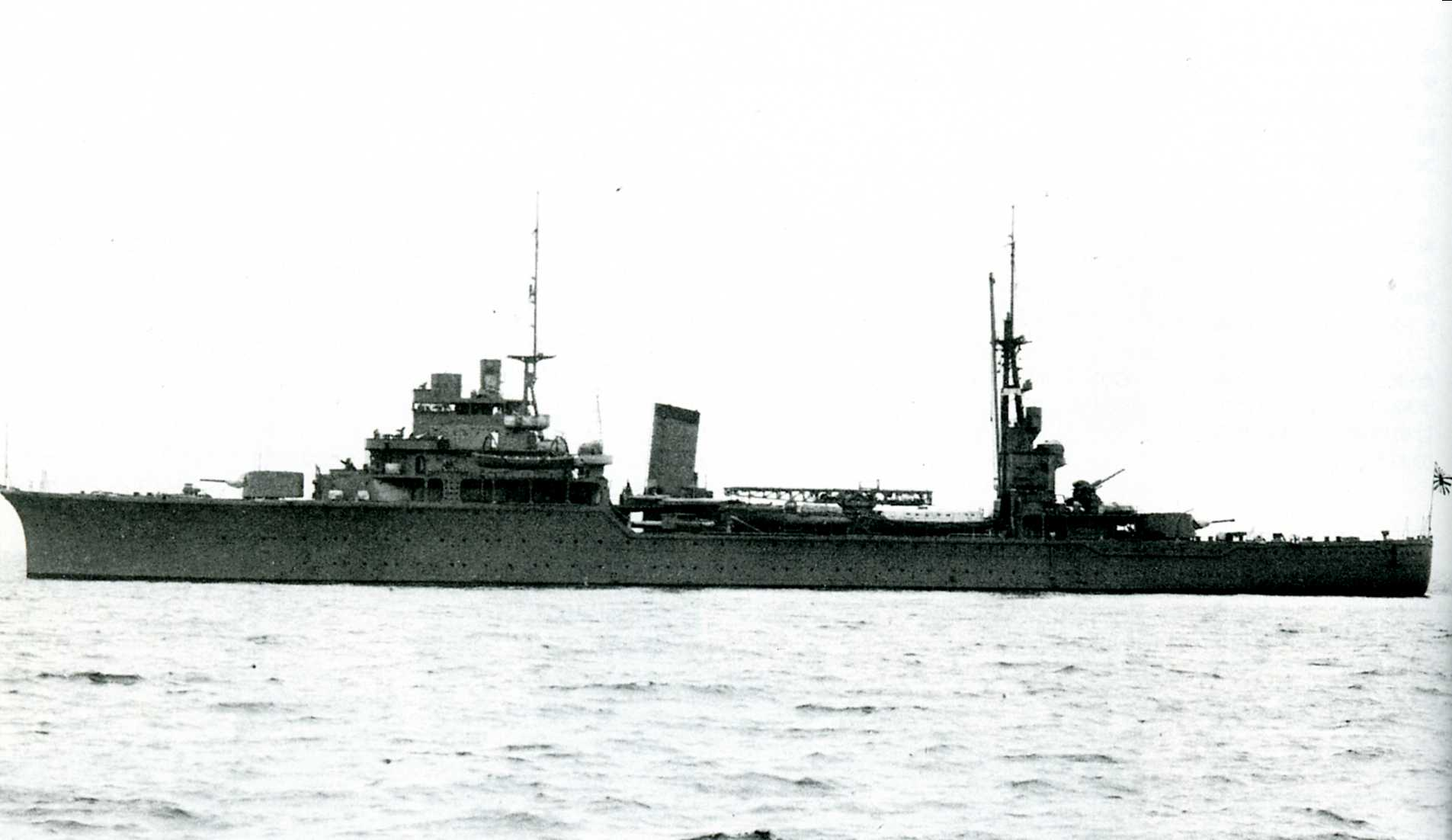
1941年ごろに撮影された香椎。

設計は大薗大輔造船少佐が中心になってまとめられ、詳細設計は多くが建造所の三菱横浜船渠に任された。基本計画番号はJ-12。Jは特務艦や水上機母艦・潜水母艦などに使われるアルファベットだった(巡洋艦はC)。福井静夫（元海軍技術将校、艦艇研究家）によれば、香取型の計画にあたり、迅鯨型潜水母艦のデータを参考にした。ただし迅鯨型に比べ、香取型の船体は重心点が低い。要求事項、計画方針、設計経緯とも、迅鯨型と香取型は良く似ていた。

### 船体
香取型の船体は、艦首の水面から乾舷までが高い短船首楼型船体になる。多数の候補生が乗艦するので船内容積を確保するため、船首楼型が選ばれた。艦首は軽いクリッパー型が採用された。これは、まだ航海の経験の浅い士官候補生達が外洋の荒波にもまれて疲弊しないために充分な船体安定性と復原性能を持たせるためである。速力が遅い（18ノット）ため、必然的に幅広の船体になった。船体の幅が大きく木甲板だったことから「まるで戦艦に乗ったようだった」と言われる。
装甲は無い。代わりに船体が強固に作られた。
搭載した兵器・機関共に重量は軽く、吃水が浅くなる。士官候補生が乗艦するので十分な復原性能を得るために、船体下部に587トンの固定バラストを搭載、その他に軽荷状態では140トンを重油バラストとした

### 配置
香取型巡洋艦の外観や配置は、海軍休日時代の日本海軍が多数運用していた5500トン型軽巡洋艦と大きく異なる。本型は、箱型艦橋と簡素な三脚式の前部マストを備えている。これは、士官候補生の実習時に窮屈な艦橋構造では実習に支障が出るため、充分な容積を求められたためである。このように、候補生を集めて実習を行うため各部に広いスペースが求められるため、敢えて武装を減らしてそのスペースの確保に重点を置いた設計となっていた。艦橋には候補生専用の羅針艦橋があり、羅針艦橋前には専用の天測甲板も用意された。主砲は50口径三年式14cm砲で砲塔形式の連装砲2基4門で、船首楼甲板上に1番主砲が配置された。
船体中央部には直立した1本煙突が立てられたが、艦の威厳を保つために建造中に高さを更に2m伸ばした。香取の公試時に煙突排煙が艦橋トップの測距儀に影響したためとも言われる。煙突の両側には53.3cm魚雷発射管が片舷に1基ずつ、計2基が設置された。煙突の後方は水上機の運用スペースで中心線上にカタパルト1基が設けられ、その下は艦載艇置き場とした。水上機と艦載艇は後部マストを支柱とするクレーン1基により運用された。後部マストは下部が三脚式で、その後方に40口径八九式12.7cm連装高角砲が後向きに1基、後部甲板上には2番主砲が配置された。舷窓は船首楼に上下3列、その後方は2列に並んでいた。

### 主砲

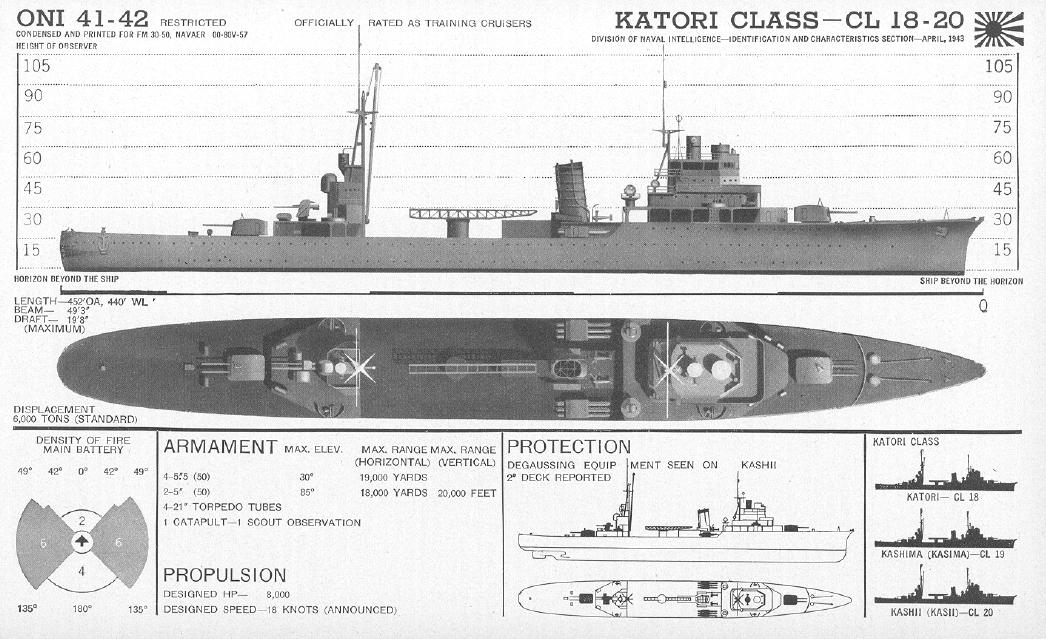
本型の武装配置を示した図。

本型の主砲は50口径三年式14cm砲を採用した。この砲は戦艦伊勢型の副砲から軽巡洋艦天龍型、球磨型、長良型、川内型、夕張の主砲として、日本海軍では大正時代から広く採用されていた優秀砲で、候補生が現場で実際に使用するために採用された。砲架は迅鯨・日進などと同じく連装砲塔式で、前後に各1基が搭載された。

### その他の備砲
高角砲は広く日本海軍で使用された八九式12.7cm高角砲を採用した。この連装砲1基2門を後部上構上に装備した。機銃は25mm連装機銃を艦橋の両舷のシェルター甲板上に1基ずつ計2基、他に儀礼用に5cm礼砲4門が艦橋前のシェルター甲板上に装備された。
なお、3番艦香椎のみは既に練習艦としての使用は見込めないため、5cm礼砲2門を撤去し残り2門は1段高い天測甲板に位置を変更、25mm連装機銃2基増備した（計4基になる）。

### 魚雷兵装
六年式（53.3cm）連装発射管を煙突の両舷に各1基(計2基4門)搭載した。予備魚雷は無い。
対潜掃討艦に改装する時に撤去された(後述)。

### 航空兵装
呉式2号5型射出機1基、水上偵察機1機を搭載した。搭載機は零式水上偵察機を計画していた。残された鹿島・香椎の写真からは九四式水上偵察機の搭載が確認出来る。運用のために後部マストを支柱とするデリックが設置された。経済的な理由で専用動力を用いるクレーンでは無かった。

### 機関
機関配置は日本海軍伝統の単一缶機配置である。しかし練習艦任務のために様々な最新の機関形式を同時に勉学できるよう当時の一般的なボイラーと蒸気タービンの組み合わせ以外に、ディーゼル機関も採用され、且つ最新式の機関が搭載された。また、経済性、航続性能も考慮された。
主機は艦本式（高圧・低圧2段減速式）ギヤード・タービン2基（2,200馬力×2）に巡航用の艦本式22号10型内火機械（ディーゼル）2基（1,800馬力×2）をフルカンギアで接続、2軸推進とした。タービンは高圧タービンと低圧タービンを配した2胴式で巡航タービンは無い。橋立型砲艦と同じタービンであるが、ギアは新たに2段減速式が計画された。艦本式22号10型内火機械は中型潜水艦の機関として開発された10気筒4サイクル式単動ディーゼル機関で、
秋津洲の主機にも搭載された機関になる。巡航には通常ディーゼルを使用し全力で13.5ノットから14ノットと思われる。タービンのみの巡航全力は約13ノット、最大14.5ノット程度で、この2種類の機関を合わせての最大出力は8,000馬力、速力18ノットを計画した。
缶（ボイラー）はホ号艦本式重油専焼缶(空気余熱器付)3基が搭載された。ホ号艦本式重油専焼缶は1937年（昭和12年）頃から小型艦艇に採用された缶で、大型缶と同等に効率の良い小型缶であり、この缶2基で全力航行に必要な蒸気をまかなえる計画だった。残り1基は常にメンテナンスが出来るよう配慮されていた。
配置については、缶室部分は前後左右4室に分けられ、1室に缶1基が搭載、右舷前方が第1缶室、右舷後方が第2缶室、左舷後方が第3缶室とされた。左舷前方の区画は発電機室とされ、ターボ発電機とディーゼル発電機が配置された。その後方が機械室になり、缶室同様に前後左右4室に分けられた。左右の前部機械室には高圧タービンと復水器を持つ低圧タービンを並べ、その後方にギヤを配置し推進軸へ繋いだ。左右の後部機械室にはディーゼル機関とフルカンギアがそれぞれ1基ずつ搭載された。

## 対潜掃討艦
1944年（昭和19年）になり、対潜掃討部隊の旗艦に改装されることになり、香椎は同年3月から4月に呉海軍工廠で、鹿島は同年12月から翌1945年（昭和20年）1月まで工事を行った（香取は工事を行う前に戦没した）。主な改造は以下の通り。
- 艦尾の司令部居住区を改造し爆雷約300個を搭載[注釈 10]、艦尾上甲板に片舷式爆雷投射機8基と爆雷投下軌道2条を装備した。
- 煙突両側の魚雷発射管を撤去し、その跡に12.7cm連装高角砲を左右舷に各1基増備、後部の1基と合わせて合計3基になる。
- カタパルト両舷の上甲板上、後部マスト両舷の上構上に25mm3連装機銃計4基が増備された。
- 22号電探を前部マストに装備(鹿島は更に13号電探も装備)。そのためマスト形状が変更された。
- 艦内の防御区画を強化、爆雷庫はコンクリートで防御された。
- その他に最下段の舷窓の閉鎖などが行われ、水測兵器が充実された。

あ号作戦後には単装機銃を中心に増備された。

## 同型艦
- 香取[2]
- 鹿島[2]
- 香椎[2]
- 仮称「第273号艦」[28]（予定艦名「橿原」[11]）：昭和16年度（1941年）から2年の継続予算7,660,000円の予算成立（第76帝国議会）[28]。1941年8月23日三菱横浜船渠で起工も同年11月6日建造中止決定[28]、解体[11]。